# Романова, Кира Кирилловна
Великая княжна Ки́ра Кири́лловна  (9 мая 1909, Париж, Франция — 8 сентября 1967, Сен-Бриак) — прусская принцесса, младшая дочь великого князя Кирилла Владимировича (принявшего титул императора всероссийского в 1924 году) и великой княгини Виктории Фёдоровны (принцессы Саксен-Кобург-Готской и Великобританской), жена главы германского императорского дома.

## Биография
Родилась в Париже, крещена 17 мая 1909 года в Соборе Александра Невского при русском посольстве. После указа Николая II причислена к Российскому Императорскому Дому, с титулом княжны крови императорской, без ущемления каких-либо прав, в том числе на наследование престола. Император Николай II был крёстным отцом княжны Киры Кирилловны. После того, как в 1924 году её отец Великий князь Кирилл провозгласил себя Императором Кириллом I, Кира Кирилловна получила от отца титул великой княжны.
В 1938 году в Потсдаме состоялась свадьба Великой княжны Киры Кирилловны и её троюродного брата Луи Фердинанда, принца Германского и Прусского. На свадьбе присутствовали отец Великой княжны — Кирилл Владимирович и дед принца Луи Фердинанда, бывший Император Германии Вильгельм II. Первый из них являлся праправнуком (через Императрицу Александру Фёдоровну — супругу Императора Николая I), а второй — правнуком короля Пруссии Фридриха Вильгельма III.
После смерти своего отца Кронпринца Вильгельма Прусского, Луи Фердинанд стал главой Германского императорского и Прусского королевского дома.
В сентябре 1967 года Великая княжна Кира Кирилловна, принцесса Прусская отправилась в Сан-Бриак-сюр-Мер навестить своего брата Владимира Кирилловича, где и умерла от сердечного приступа.

## Потомки
В браке Великой княжны Киры Кирилловны и Луи Фердинанда родилось 7 детей:
- Фридрих Вильгельм (1939—2015); в 1967 г. отрёкся от прав на Королевский трон Пруссии и Главенство в Доме Гогенцоллернов в связи с морганатическим браком, один сын от первого брака, трое детей от второго брака,
- Михаэль (1940—2014); отрёкся от прав на Королевский трон Пруссии и Главенство в Доме Гогенцоллернов в связи с морганатическим браком в 1966 г., два сына
- Мария Цецилия Прусская[нидерл.] (род. 1942); с 1965 по 1989 годы состояла в браке с герцогом Фридрихом-Августом Ольденбургским (1936-2017), четверо детей
- Кира Прусская[нидерл.] (1943—2004) с 1973 по 1984 годы состояла в морганатическом браке с Томасом Липснером (род.в 1945), одна дочь
- Луи Фердинанд Оскар Христиан (1944—1977); с 1975 по 1977 годы состоял в браке с принцессой Донатой Кастель-Рюденхаузен (1950-2015), наследником дома Гогенцоллернов стал его сын Георг Фридрих
- Кристиан-Сигизмунд (род. 1946) с 1986 г. состоит в морганатическом браке с графиней Ниной фон Ревентлов (род. в 1954), двое детей
- Ксения (1949—1992) с 1973 по 1978 г. состояла в морганатическом браке с Пьером Литандером (1945-2010), 2 детей